# Malte aux Jeux olympiques d'hiver de 2014
Malte participe aux Jeux olympiques d'hiver de 2014 à Sotchi en Russie du 7 au 23 février 2014. Il s'agit de sa première participation à des Jeux d'hiver. Le pays est représenté par une seule athlète dans les épreuves de ski alpin, Élise Pellegrin, une skieuse franco-maltaise courant sous les couleurs de Malte depuis 2012.

## Ski alpin
| Athlète         | Épreuves     | Course 1                 | Course 1 | Course 2                 | Course 2 | Total                    | Total |
| Athlète         | Épreuves     | Temps                    | Rang     | Temps                    | Rang     | Temps                    | Rang  |
| --------------- | ------------ | ------------------------ | -------- | ------------------------ | -------- | ------------------------ | ----- |
| Elise Pellegrin | Slalom géant | 1 min 36 s 85 (+18 s 97) | 72e      | 1 min 36 s 27 (+18 s 37) | 64e      | 3 min 12 s 12 (+36 s 25) | 65e   |
| Elise Pellegrin | Slalom       | 1 min 7 s 10 (+14 s 48)  | 52e      | 1 min 2 s 73 (+11 s 62)  | 39e      | 2 min 9 s 83 (+25 s 29)  | 42e   |